# Welschriesling
Welschriesling är en grön sort av vindruva som också kallas för Italiensk riesling eller Banatriesling, vilken ger neutrala viner med hög syra. Den har trots sitt namn inte något med den mer kända Rieslingen att göra. Welschrieslingen odlas framförallt i Centraleuropa och på Balkan.